# 刘阳墓
刘阳墓，位于中国河北省沧州市小山村西，为沧州市海兴县的一个省级文物保护单位，类型为古墓葬，公布时间为1993年7月15日。
刘阳墓的历史年代为汉代。